# Lounge (musique)
Pour les articles homonymes, voir lounge.
 (février 2014).
Si vous disposez d'ouvrages ou d'articles de référence ou si vous connaissez des sites web de qualité traitant du thème abordé ici, merci de compléter l'article en donnant les références utiles à sa vérifiabilité et en les liant à la section « Notes et références ».
Genres dérivés
Easy-listening, musique d'ascenseur, shibuya-kei
La musique lounge (de l’anglais lounge music, littéralement « musique de salon ») désigne au départ la musique jouée dans les salons des bars d'hôtels et de casinos, mais également dans les petits cabarets et les piano-bars. C'est la version « excentrique » de la easy listening. 

## Histoire
Lancée dans les années 1950-1960, elle succède à l'ère du swing des grands orchestres. Conservant le côté doux, sirupeux, « ambiance » de la easy listening, la lounge intègre un côté expérimentation, mêlant instruments exotiques, futuristes et nouvelles technologies (stéréo notamment). Elle est un des symboles du style de vie kitsch des années 1960. Elle connaît un regain de popularité depuis les années 1990.

## Caractéristiques
Le terme désigne également les musiques électroniques de type downtempo, au tempo calme (n'excédant pas 90 battements par minute). À l'époque contemporaine, la musique lounge est très diverse, elle va d'une ambiance blues à une ambiance beaucoup plus rythmée approchant la house en passant par du downtempo. Ce genre musical est en plein essor, de nombreuses radios internet se disant « de lounge ».

## Artistes
Les Baxter était parmi les pionniers de l'exotica, un sous-genre de la lounge, reprenant des thèmes de musique latino-américaine. Il utilise beaucoup le thérémine, premier instrument électronique. Esquivel, certainement le plus excentrique, crée la space age pop faisant apparaître des instruments surréalistes et des parties vocales faites d'onomatopées. Mexicain d'origine, il intégrait des rythmes allant du cha-cha-cha au mambo. Il enregistre un album en 1962, Latin-Esque, faisant jouer deux orchestres dans deux studios différents en même temps par retour radio, le premier album en séparation stéréo totale. La critique a toujours été divisée à son sujet, comme beaucoup de compositeurs lounge.
Burt Bacharach compose des mélodies sophistiquées et légères qui peuvent s'apparenter à la easy listening, mais le mélange d'influences musicales de ses compositions répondent plus aux styles lounge, jazz, bossa nova, pop, rythmes sud-américain, etc. La plupart des artistes lounge de la première époque vivent une fin de carrière à Las Vegas, où ils sont portés en triomphe. Les plus illustres qui ont atteint le paroxysme de leur art, participent notamment aux célèbres soirées du club Würth, soirées mystiques organisées par un couple mystérieux. Des artistes hors du commun, tels que C. S. ou M. J., bénéficient de l'admiration et du soutien des deux fondatrices du Würth. L'univers W. reste très difficile, voire impossible d'accès, répondant aux lois du hasard, de la magie, de l'illustre cocon, de quelques drogues et d'une exigence musicale quasi inaccessible.
Généralement il s'agit de reprises de standards allant de la pop au classique en passant par le rock, le jazz et la world music. L'album Blue Print (1998) d'Imhotep est souvent considéré comme le premier album de lounge français. Subtile alchimie de sonorités méditerranéennes et orientales, de rythmes hip-hop et de dub, cet album historique reflète l'exploration musicale d'Imhotep en marge de son activité dans le rap français. L'album Kheper sorti en 2012 est la continuation aboutie de cette recherche.
En France toujours, les DJ Stéphane Pompougnac avec sa suite de mix Hôtel Costes et Claude Challe avec la série Buddha Bar, ou encore Grand Palace avec Indolence, ont une renommée internationale. Parmi les autres artistes notables se trouvent The Dining Rooms, en Italie ; Alphawezen, en Allemagne ; Funki Porcini, en Grande-Bretagne, très inspiré par Esquivel ; et Sven van Hees en Belgique ; ainsi que Richard Cheese avec ses reprises de rock en version lounge, qui est une véritable star à Las Vegas. Il existe aussi de nombreuses compilations telles que Le Man Ray, Café del Mar, Ambient Lounge, City Lounge, Ibiza Lounge, Afterdark, Suite 706 Paris Madeleine, La Mezzanine de l'Alcazar, et Erotic Lounge Vol. 1 2 3 4 5 6.